# Castlevania: The Adventure ReBirth
Castlevania: The Adventure ReBirth é um jogo de ação e plataforma desenvolvido pela M2, e lançado pela Konami como um título WiiWare para o Wii em 2009.
Baseado em Castlevania: The Adventure, o jogo se passa um século antes do Castlevania original, e o jogador controla o antepassado de Simon Belmont, Christopher Belmont, que deve derrotar Dracula.
Desde 26 de março de 2018, não é mais possível comprar o jogo devido à descontinuação do Wii Shop Channel.

## Jogabilidade
The Adventure ReBirth possui seis áreas que o jogador precisa completar de maneira a finalizar o jogo, com cada área tendo um chefe que precisa ser derrotado antes de avançar para a próxima fase.
A principal arma é um chicote que pode ser melhorado durante o jogo, com a última melhoria permitindo atirar fogo. O jogo também possui outras cinco armas, cada uma com diferentes usos.

## Áudio
A trilha sonora do jogo foi composta por Manabu Namiki, e consiste de vários remixes de músicas existentes em outros Castlevanias. O álbum oficial foi lançado em 24 de março de 2010.

## Recepção
The Adventure ReBirth recebeu críticas positivas, alcançando nota 78/100 no Metacritic, baseado em 22 análises. Tim Turi, da Game Informer, elogiou o áudio e afirmou que foi um jogo melhor do que Castlevania: The Adventure, apesar de ainda achar que a dificuldade "não perdoava". Em 2011, Robert Workman da GameZone o colocou na 10ª posição de sua lista de melhores Castlevanias.